# Бодянский, Александр Всеволодович
Александр Всеволодович Бодянский (укр. Олександр Всеволодович Бодянський, 23 октября 1916, село Петрополь (ныне Запорожский район, Запорожская область) — 29 февраля 1992, там же) — украинский краевед, археолог.
Ученик Д. Яворницкого. Работал в археологических экспедициях на строительстве ДнепроГЭС. В 1945-49 — научный сотрудник Днепропетровского историко-археологического музея, с 1950 — лаборант Института археологии АН УССР. Исследовал берега Днепра от Каховки до Днепропетровска. Обнаружил множество археологических памятников, отдельных объектов и индивидуальных находок, от стоянок охотников мустьерского периода до казацких кладбищ. Среди открытых памятников — Марьинский, Фёдоровский, Никольский, Военный могильники и др. Материалы разведок и раскопок Бодянского хранятся в фондах Института археологии НАНУ и ряда музеев, включая Днепровский исторический музей, Запорожский краеведческий музей и музей-заповедник на острове Хортица.

## Биография
С раннего возраста интересовался археологией. Работал младшим научным сотрудником Запорожского краеведческого музея (1937—1939), Киевского центрального исторического музея (1939—1941), лаборантом Днепропетровского исторического музея (1942—1943).
В 1942 году участвовал в немецкой археологической экспедиции на территории Украины под руководством бывшего советского археолога М. А. Миллера и при участии П. А. Козаря. В ходе раскопок был обнаружен богатый археологический материал, который использовался в послевоенной советской археологической литературе без упоминания их «оккупационной» принадлежности.
В марте 1944 года был мобилизован в армию, служил рядовым до конца 1945 года. В 1946 году поступил на исторический факультет Днепропетровского государственного университета, но прервал обучение на пятом курсе. Работал сотрудником Днепропетровского исторического музея (1946), старшим лаборантом Института археологии АН УССР (1946—1976), сотрудником Запорожского областного краеведческого музея (1977—1992). В послевоенный период Бодянский выступал как ученик и сторонник А. В. Добровольского, был противником теории «миграционизма».
Работая в Институте археологии, Бодянский участвовал в экспедициях, где открыл и исследовал множество памятников различных эпох в Надпорожье и Нижнем Поднепровье. Среди них — палеолитические стоянки (Орёл, Ненасытец I, Скубова Балка, Кайстрова Балка VI, Ворона I, Подпорожный II), неолитические (на островах Кизлевый, Сурский, Шулаев), неолитические могильники (Вовнигский Второй, Лысогорский, Ненасытецкий и Марьевский), энеолитические (Капуловский и Петро-Свистуновский).
Является автором и соавтором 30 публикаций и 24 отчётов, переданных в научный архив Института археологии. Собранные им материалы хранятся в Институте археологии (фонд № 3), Национальном музее истории Украины, Запорожском областном краеведческом музее, Национальном заповеднике «Хортица», Днепровском историческом музее имени Д. И. Яворницкого.
В честь Александра Бодянского в 1996 году названа улица в Заводском районе г. Запорожье

## Основные работы
- Неолітична стоянка на острові Шулаєвому (укр.) // Археологічні пам’ятки УРСР  / відп. ред. П. Єфіменко. — Київ: Вид-во АН УРСР, 1949. — Т. II. — С. 253—263. Архивировано 20 апреля 2022 года.
- Неолітичний могильник біля Ненаситицького порога (укр.) // Археологія  / відп. ред. П. П. Єфіменко. — Київ: Вид-во АН УРСР, 1951. — Т. V. — С. 163—172. Архивировано 25 июля 2024 года.
- Памятники палеолитического времени на Днепре, в районе оз. Ленина (исследования 1950 г.) // Краткие сообщения Института археологии  / отв. ред. П. П. Ефименко. — Киев: Изд-во АН УССР, 1952. — Вып. 1. — С. 70—77. Архивировано 7 августа 2016 года.
- Археологічні дослідження в межах порожистої частини Дніпра в 1947—1948 рр. (укр.) // Археологічні пам’ятки УРСР  / відп. ред. П. П. Єфіменко. — Київ: Вид-во АН УРСР, 1952. — Т. IV. — С. 165—176. Архивировано 20 апреля 2022 года.
- Древнейшее ямное погребение в южном Приднепровье // Краткие сообщения Института археологии  / отв. ред. П. П. Ефименко. — Киев: Изд-во АН УССР, 1954. — Вып. 3. — С. 95—98. Архивировано 20 апреля 2022 года.
- Розкопки Мар’ївського та Федорівського могильників у Надпоріжжі (укр.) // Археологічні пам’ятки УРСР  / відп. ред. С. М. Бібіков. — Київ: Вид-во АН УРСР, 1956. — Т. VI. — С. 179—182. Архивировано 20 апреля 2022 года.
- Мустьерская стоянка у скалы Орел // Краткие сообщения Института археологии  / отв. ред. С. Н. Бибиков. — Киев: Изд-во АН УССР, 1960. — Вып. 9. — С. 117—122. Архивировано 13 декабря 2023 года.
- Археологические находки в Днепровском Надпорожье // Советская археология. — 1960. — № 1. — С. 274—277.
- Лысогорский неолитический могильник // Краткие сообщения Института археологии  / отв. ред. С. Н. Бибиков. — Киев: Изд-во АН УССР, 1961. — Вып. 11. — С. 32—37. Архивировано 20 апреля 2022 года.
- Скифское погребение с латенском мечом в Среднем Поднепровье // Советская археология. — 1962. — № 1. — С. 272—276.
- Находка небольшого клада римских монет на нижнем Днепре // Нумизматика и сфрагистика  / отв. ред. В. А. Анохин. — Киев: Изд-во АН УССР, 1963. — Вып. I. — С. 95—97.
- Древнеямное погребение с антропоморфной стелой // Советская археология. — 1964. — № 3. — С. 291—292.
- Из новых находок на Нижнем Днепре // Советская археология. — 1966. — № 3. — С. 245—246.
- Неолитический сосуд с Днепропетровского надпорожья (Днепропетровская область) // Советская археология. — 1967. — № 3. — С. 232—233.
- Бодянский А. В., Шарафутдинова И. Н. Бронзолитейная мастерская у с. Златополь на Нижнем Днепре // Археологические исследования на Украине в 1965—1966 гг.  / отв. ред. П. П. Толочко. — Киев: Наукова думка, 1967. — С. 90—93. Архивировано 20 апреля 2023 года.
- Енеолітичний могильник біля с. Петро-Свистунове (укр.) // Археологія  / відп. ред. С. М. Бібіков. — Київ: Наукова думка, 1968. — Т. XXI. — С. 117—125. Архивировано 25 июля 2024 года.
- Результаты раскопок черняховского могильника в Надпорожье // Археологические исследования на Украине в 1967 г.  / отв. ред. П. П. Толочко. — Киев: Наукова думка, 1968. — С. 172—176. Архивировано 20 апреля 2022 года.
- Находка раннескифских вещей в Днепровском надпорожье // Советская археология. — 1970. — № 1. — С. 221—222.
- Шапошникова О. Г., Бодянський О. В. Капулівський енеолітичний могильник на Нижньому Дніпрі (укр.) // Археологія  / відп. ред. С. М. Бібіков. — Київ: Наукова думка, 1970. — Т. XXIV. — С. 112—118. Архивировано 25 июля 2024 года.
- Гемма-печать из с. Капуловки на Никопольщине // Археологические исследования на Украине в 1968 г.  / отв. ред. П. П. Толочко. — Киев: Наукова думка, 1971. — С. 193—195. Архивировано 20 апреля 2022 года.
- Знахідки епохи Київської Русі у Надпоріжжі (укр.) // Середні віки на Україні  / відп. ред. Ф. П. Шевченко. — Київ: Наукова думка, 1971. — Вип. 1. — С. 196—199. Архивировано 5 декабря 2023 года.
- Нова палеолітична стоянка в Надпоріжжі (укр.) // Археологія  / відп. ред. В. Д. Баран. — Київ: Наукова думка, 1971. — Вип. 4. — С. 57—60.
- Розкопки в Надпоріжжі в 1969 році (укр.) // Археологічні дослідження на Україні в 1969 р.  / відп. ред. Є. В. Максимов. — Київ: Наукова думка, 1972. — С. 210—214. Архивировано 6 февраля 2024 года.
- Скіфське поховання поблизу Запоріжжя (укр.) // Археологія  / відп. ред. В. Д. Баран. — Київ: Наукова думка, 1972. — Вип. 7. — С. 95—97. Архивировано 13 июля 2019 года.
- Новые археологические памятники эпохи Киевской Руси в Надпорожье и Нижнем Днепре // Археологические поиски : бюллетень. — Запорожье, 1972. — Вып. I. — С. 24—28.
- Новые археологические памятники о славянах эпохи Киевской Руси // Археологические поиски : бюллетень. — Запорожье, 1972. — Вып. I. — С. 47—52.
- Бодянский А. В., Ляшко С. Н., Отрощенко В. В., Томашевский В. А. Исследования первобытного отряда Запорожской экспедиции // Археологические открытия 1973 года  / отв. ред. Б. А. Рыбаков. — М.: Наука, 1974. — С. 249—250.
- Сокульский А. Л., Шевченко Т. К., Бодянский А. В., Рогожкина Л. В. Раскопки славянского поселения на острове Хортица // Археологические открытия 1976 года  / отв. ред. Б. А. Рыбаков. — М.: Наука, 1977. — С. 373—374.
- Список археологічних пам’яток Дніпровського Надпоріжжя: Дніпропетровська і Запорізька області (укр.) / сост. Д. Я. Телегін, О. В. Бодянський. — Київ, 1990. — 48 с.
- Верхнепалеолитическое поселение у балки Капустянной // Науковi працi iсторичного факультету. — Запоріжжя: Запорізький державний університет, 1993. — Вип. 1. — С. 15—19. Архивировано 23 ноября 2023 года.
- Нові кам’яні закладки на порогах (досліди 1950 р.) (укр.) // Музейний вісник. — Запоріжжя, 2016. — Вип. 16. — С. 44—55. Архивировано 26 июля 2024 года.